# 四川美术学院美术馆
四川美术学院美术馆（英語：Art Museum of Sichuan Fine Arts Institute）又名重庆罗中立美术馆，是一座位于重庆的美术馆，馆长是何桂彦。

## 历史
2015年10月14日建成开馆，位于四川美术学院虎溪校区重庆市沙坪坝区大学城南路56号，建筑面积23,700平方米，展厅面积12,000平方米。共有12个展厅。

## 营业时间
- 周二至周日：上午九点半至下午五点
- 周一闭馆

## 交通
- 重庆轨道交通1号线尖顶坡站